# Таурт (газове родовище)
Таурт — газове родовище в єгипетському секторі Середземного моря, в межах ліцензійної ділянки Ras El Bar (проєкт East Nile Delta, до якого зокрема відноситься родовище Ха'пі).

## Характеристика
Таурт відкрили у 2004 році свердловиною, спорудженою в районі з глибиною моря до 100 метрів. При довжині 1571 метр вона відкрила поклади вуглеводнів у породах плейстоцену.
Розробка Таурт, яка почалась в 2008-му, базується на використанні технології підводного облаштування свердловин. На першому етапі дві з них під'єднали до газопереробного заводу Вест-Гарбор. В 2010-му ввели другу фазу проєкту, яка так само складалась із двох свердловин.
Проєкт реалізується консорціумом у складі BP (оператор) та Eni, при цьому кожен з учасників володіє 50 %.
На момент початку розробки запаси родовища оцінювались у 28 млрд м3.
У другій половині 2010-х років наявний газопровід родовища Таурт задіяли для постачання продукції нового промислу на родовищі Атолл.